# Сагра (Росія)
Сагра́ (рос. Сагра) — селище у складі Верхньопишминського міського округу Свердловської області.
Населення — 267 осіб (2010, 190 у 2002).
Національний склад станом на 2002 рік: росіяни — 92 %.